# Shola Shoretire
Shola Maxwell Shoretire (Newcastle upon Tyne, 2004. február 2. –) angol utánpótlás-válogatott labdarúgó, a PAÓK játékosa. Posztját tekintve csatár.

## Pályafutása

### Klubcsapatokban

#### Manchester United
Shoretire pályafutása kezdetén játszott a Whitley Bay Boys Club, a Newcastle City Juniors, a Wallsend Boys Club és a Hebburn & Cramlington Juniors csapataiban. Rövid időre részt vett a Manchester City akadémiai programjában is, de kilencévesen a városi rivális Manchester Unitedhez igazolt. Hamar feljutott az akadémiai ranglétrán, gyakran játszott egy évvel idősebb korosztályos csapatban. 2018 decemberében 14 évesen és 314 naposan minden idők legfiatalabb játékosa lett aki pályára lépett az UEFA Ifjúsági Ligában. 2020-ban, Neil Wood, az U23-as csapat edzője felfigyelt a fiatal tehetségre, így mindössze 16 éves korában nevezte őt a kezdőbe egy bajnokira. 2021 februárjában mesterhármast ért el egy 6-4-re megnyert U23-as mérkőzésen a Blackburn Rovers ellen.
2021. február 8-án írta alá első profi szerződését a Manchester Uniteddel, egy héttel azután, hogy betöltötte 17. életévét. 2021. február 21-én debütált a United első csapatában, Marcus Rashford cseréjeként a 88. percben, egy Newcastle United elleni 3–1-es hazai bajnoki győzelem alkalmával. Négy nappal később a United legfiatalabb játékosa lett, aki pályára lépett egy európai kupasorozatban. Mason Greenwood cseréjeként egy 0–0-s hazai döntetlen alkalmával állt be csereként a Real Sociedad elleni Európa-liga-mérkőzésen, 17 évesen és 23 naposan, megelőzve ezzel Norman Whitesideot, aki 38 évvel korábban 17 évesen és 108 naposan állította fel ezt a rekordot. Az akadémiai csapatokban nyújtott teljesítményéért Shoretire elnyerte a Jimmy Murphy-díjat, amelyet minden évben a legjobb utánpótláskorú játékosnak adnak át. A 2023–2024-es szezon végén a United bejelentette, hogy a játékos szerződése lejárt, de megbeszéléseket kezdeményeztek egy új megegyezésről.

##### 2022–2023: kölcsönben a Bolton Wanderers csapatában
2023. január 19-én a Manchester United bejelentette, hogy kölcsönadták a játékost a Bolton Wanderers csapatába a szezon végéig. 2023. január 21-én mutatkozott be csereként, majd négy nappal később már kezdő volt a Forest Green Rovers ellen. Harmadik pályára lépésén, a Charlton Athletic ellen megsérült. 2023. május 7-én szerezte első gólját a kölcsönben töltött szezonban, a Bristol Rovers elleni győzelem során.

#### PAÓK
2024. július 30-án, miután lejárt aszerződése a Manchester Unitednál, szabadon igazolható játékosként írt alá a görög élvonalbeli  PAÓK-hoz.

### A válogatottban
Mivel Shoretire Angliában született nigériai apától és angol anyától, így mindkét nemzetet képviselheti nemzetközi szinten. 2019 augusztusában Shoretire debütált az angol U16-os válogatottban egy ír U16-os válogatott elleni mérkőzésen.
2021. március 29-én Shoretire debütált az angol U18-as válogatottban egy Wales elleni 2–0-ára megnyert idegenbeli mérkőzés során a cardiffi Leckwith Stadionban.

## Statisztika
2023. május 7-én frissítve.
| Klub                          | Szezon           | Bajnokság        | Bajnokság | Bajnokság | FA-kupa | FA-kupa | Ligaupa | Ligaupa | Európa | Európa | Más | Más   | Összes | Összes |
| Klub                          | Szezon           | Bajnokság        | P.        | Gólok     | P.      | Gólok   | P.      | Gólok   | P.     | Gólok  | P.  | Gólok | P.     | Gólok  |
| ----------------------------- | ---------------- | ---------------- | --------- | --------- | ------- | ------- | ------- | ------- | ------ | ------ | --- | ----- | ------ | ------ |
| Manchester United U21         | 2020–21          | —                | —         | —         | —       | —       | —       | —       | —      | —      | 2   | 0     | 2      | 0      |
| Manchester United U21         | 2021–22          | —                | —         | —         | —       | —       | —       | —       | —      | —      | 2   | 0     | 2      | 0      |
| Manchester United U21         | 2022–23          | —                | —         | —         | —       | —       | —       | —       | —      | —      | 3   | 1     | 2      | 1      |
| Manchester United U21         | Összesen         | Összesen         | —         | —         | —       | —       | —       | —       | —      | —      | 7   | 1     | 7      | 1      |
| Manchester United             | 2020–21          | Premier League   | 2         | 0         | 0       | 0       | 0       | 0       | 1      | 0      | —   | —     | 3      | 0      |
| Manchester United             | 2021–22          | Premier League   | 1         | 0         | 0       | 0       | 0       | 0       | 1      | 0      | —   | —     | 2      | 0      |
| Manchester United             | 2022–23          | Premier League   | 0         | 0         | 0       | 0       | 0       | 0       | 0      | 0      | —   | —     | 0      | 0      |
| Manchester United             | Összesen         | Összesen         | 3         | 0         | 0       | 0       | 0       | 0       | 2      | 0      | —   | —     | 5      | 0      |
| Bolton Wanderers (kölcsönben) | 2022–23          | Harmadosztály    | 16        | 1         | —       | —       | —       | —       | —      | —      | 0   | 0     | 16     | 1      |
| Karrier összesen              | Karrier összesen | Karrier összesen | 19        | 1         | 0       | 0       | 0       | 0       | 2      | 0      | 7   | 1     | 28     | 2      |

1. 1 2 3  Pályára lépések az EFL Trophy-ban
2. ↑  Pályára lépések az Európa-ligában
3. ↑  Pályára lépések a UEFA-bajnokok ligájában

## Sikerei, díjai
Egyéni elismerés
- Manchester United – Jimmy Murphy Az év fiatal játékosa: 2020–2021[8]

## Fordítás
Ez a szócikk részben vagy egészben  a   Shola Shoretire című angol Wikipédia-szócikk fordításán alapul.  Az eredeti cikk szerkesztőit annak laptörténete sorolja fel. Ez a jelzés csupán a megfogalmazás eredetét és a szerzői jogokat jelzi, nem szolgál a cikkben szereplő információk forrásmegjelöléseként.

## Külső hivatkozások
- Shoretire adatlapja a Transfermarkt oldalán (angolul)
- Shola Shoretire adatlapja a Soccerway oldalon (angolul)